# Jorden (film fra 1930)
Jorden er en sovjetisk film fra 1930 af Aleksandr Dovsjenko.

## Medvirkende
- Stepan Sjkurat som Opanas
- Semjon Svasjenko som Vasyl
- Julija Solntseva
- Jelena Maksimova som Natalja
- Mykola Nademskij som Semjon